# Traxx

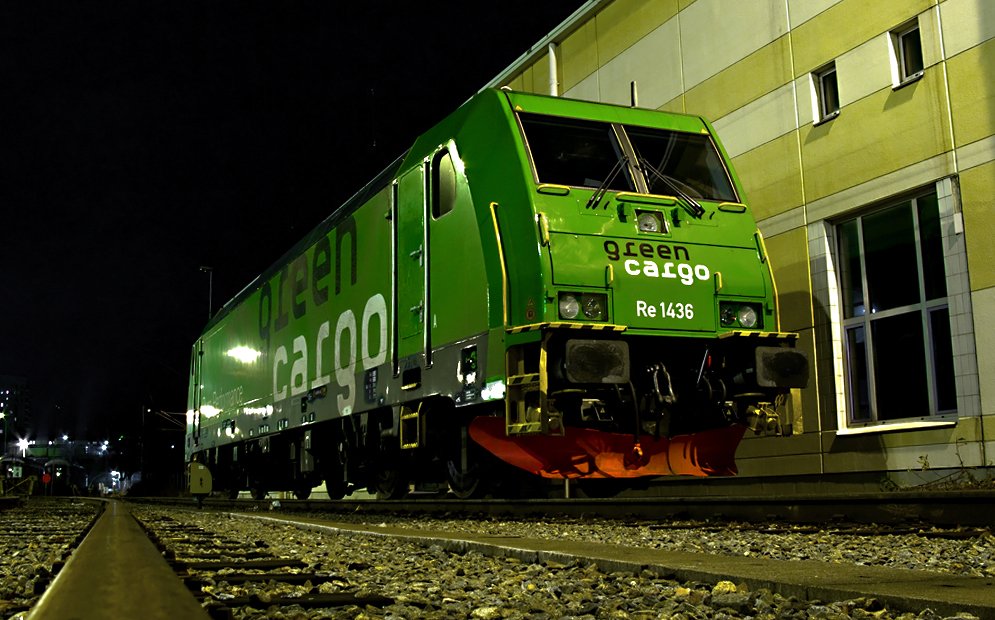
Green Cargo Re 1436 i Hagalunds bangård 2010

Traxx eller TRAXX är en serie fyraxliga lok från tillverkaren Alstom, tidigare Bombardier Transportation. Traxx är en förkortning och står för "locomotives platform for Transnational Railway Applications with eXtreme fleXibility". De flesta lok i familjen är ellok, både ensystems- och flersystemslok, men även diesellok finns. Loken är främst avsedda att användas i medeltunga gods- och persontåg.
Traxx-loken har tvåaxliga, spårvänliga boggier av type Flexifloat (började att levereras redan under 1970-talet) och drivmotorer av asynkrontyp (underhållsfria). 
I Sverige används Traxx-loket av ett flertal operatörer: LKAB Malmtrafik (Malmbanan), Hector Rail, Cargonet, Railion, TX Logistik, och Green Cargo.

## Bakgrund
Under mitten av 1970-talet lanserade den västtyska lokindustrin planerna på en ny generation snabba (200+ km/h), fyraxliga ellok som skulle klara att dra såväl tunga gods- som persontåg. Startpunkten i denna utveckling var det västtyska elloket E120 (nuvarande beteckning 120.1), som i sin tur baserade sin elektriska utrustning med asynkronmotorer från det västtyska prototyploket DE 2500. 
Under slutet av 1980-talet, när järnridån föll, började även den tyska lokindustrin att stöpas om. Den tidigare konstellationen Siemens/AEG/BBC (elektrisk utrustning) och Krauss-Maffei/Henschel/Krupp (mekanisk utrustning) slogs ihop till två hus; Siemens (f d Krauss Maffei) och ABB (f d Henschel). Senare renodlades tillverkningen och utvecklingen och två domineranden loktillverkare är Siemens och Alstom.
Att dra såväl tunga godståg som snabba persontåg hade visserligen prövats tidigare i Västtyskland, bland annat med det sexaxliga snabbtågsloket E103 (nuvarande beteckning 103.1) men motorernas borstar tog mycket stryk av de höga strömmarna som gick igenom dem, och försöken fick därför avbrytas. Asynkronmotorer har inte borstar, och denna teknik gör det möjligt att belasta drivmotorerna på ett helt nytt sätt. 
Att dra gods- och persontåg från Sverige till Tyskland har under en lång tid varit problematiskt eftersom det danska fjärrtågsnätet, fram till början av 1980-talet, saknade kontaktledning. Dessutom gick en stor del av tågtrafiken inom Danmark via färja; ofta blev godstågen stående i färjelägena under en lång tid. Högljudda lokala protester försvårade också för den genomgående fjärrtrafiken, man ville inte ha bullrande tågtrafik, främst under nattetid. Detta gällde särskilt på sträckan Helsingör—Köpenhamn. 
En första åtgärd var att introducera en godstågsfärja mellan Helsingborg och Köpenhamn, men många problem kvarstod. När så Danmark äntligen beslutade sig för att elektrifiera en del av sträckan så valde den danska statsjärnvägen (DSB) en kontaktledningsspänning (25 kV 50 Hz) som varken Tyskland eller Sverige hade. Under 1997 blev dock Stora Bält-förbindelsen klar (Lilla Bält-förbindelsen blev klar redan 1935) för tågtrafik och 2000 blev Öresundsförbindelsen klar. Det gick med andra ord att köra godståg hela vägen – utan färja – från Hallsbergs rangerbangård till Maschens rangerbangård (strax utanför Hamburg i Tyskland). Men loken måste klara både 15 kV och 25 kV kontaktledningsspänning, dessutom med olika frekvens (lägre frekvens, som Tyskland och Sverige har, kräver tyngre transformatorer än den danska). Utöver detta så har de tre länderna olika signalsystem. 
Traxx-loken, som har sitt ursprung i DE2500-loket vad gäller boggier (Flexifloat) och drivmotorer (asynkron), utvecklades av BBC (elutrustning) och Henschel (mekanisk del). Senare har tysk järnvägsindustri stöpts om och ägarna har bytts ut; Henschel är numera en del av Alstom och BBC är numera en del av ABB.

## 241
241 är Hector Rails beteckning på Traxx-loken. De är utrustade för trafik i Sverige, Danmark och Tyskland och klarar därför två olika kontaktledningsspänningar och tre signalsystem (ATC). Operatören Hector Rail har använt loken i trafik sedan 2008.

## Re
Re är den svenska godstågsoperatören Green Cargos (f d SJ gods) beteckning på lok ur Traxx-familjen.
16 st Re-lok var beställda under januari 2008, alla ska levereras under första halvåret 2010.Två stycken levererades under januari 2010. 
Alla Re-lok är numera levererade till Green Cargo. Re-loken är återinsatta i SSAB-trafiken sedan juni 2011. Från 2019 har Mb-lok börjat ta över den trafiken.
Sex Re-lok är anpassade så de kan gå genom Danmark till Tyskland. De kallas littera Br. På tyska är Br annars en förkortning för Baureihe, det tyska ordet för littera.

## Operatörer
Lok ur Traxxfamiljen används idag av följande operatörer:
- Deutsche Bahn AG, littera 145, 146, 185 och 186 (Tyskland)
- Schweiziska förbundsjärnvägarna, littera Re 481, Re 482 och Re 484
- Lötschbergbahn (BLS), littera Re 485 (Schweiz)
- CFL, littera 4000i  (Luxemburg)
- Trenitalia, littera E 483 (Italien)
- Renfe, littera S/253 (Spanien)
- Hector Rail, littera 241 (Sverige)
- CargoNet, littera El19 (Norge)
- Green Cargo, littera Re (Sverige)
- TX Logistik AB, littera 185 (Sverige), loken hyrs av Railpool
- Bure, littera 185 (Sverige)

Utöver dessa lok räknar loktillverkaren Alstom även en del andra lok till Traxx- familjen, trots att de skiljer sig kraftigt från Traxx. Däribland kan Ioreloken på Malmbanan räknas.

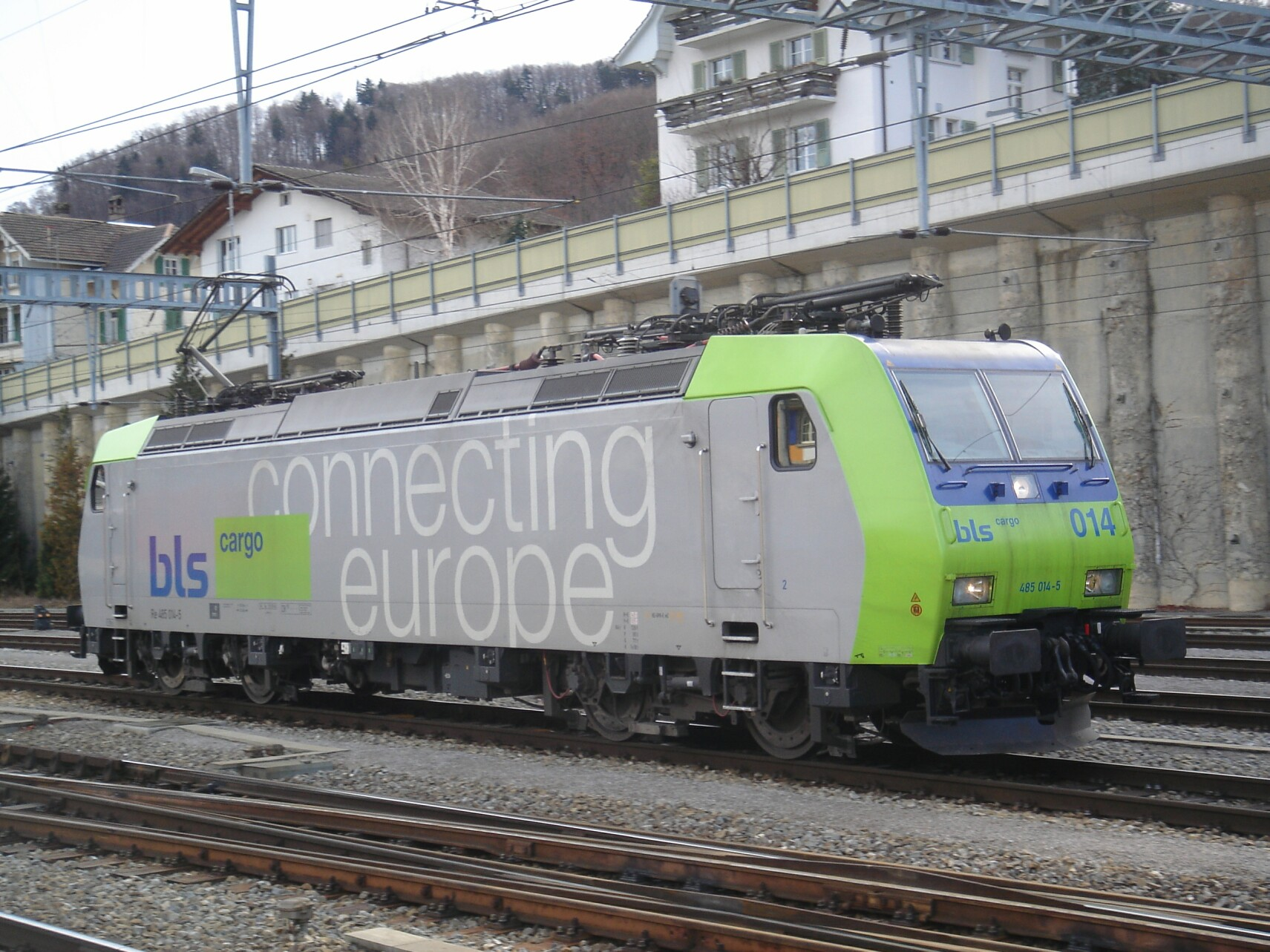
Re 485 från schweiziska BLS

## Översikt svenska Traxx
|                                | 241               | Re                |
| ------------------------------ | ----------------- | ----------------- |
| Allmänt                        |                   |                   |
| Operatör                       | Hector Rail       | Green Cargo       |
| Tillverkningsår                | 2007–2011         | Från och med 2010 |
| Antal tillverkade              | 12 st             | 22 st             |
| Tillv mek del                  | Bombardier        | Bombardier        |
| Tillv mek del                  | ABB               | ABB               |
| Axelföljd                      | Bo'Bo'            | Bo'Bo'            |
| Vikt                           | 84 t              | 84 t              |
| Stax                           | xx,x t            | xx,x t            |
| Max dragkraft                  | 300 kN            | 300 kN            |
| Sth                            | 140 km/h          | 140 km/h          |
| Korg                           |                   |                   |
| Lös                            | 18 900 mm         | 18 900 mm         |
| Boggiavstånd                   | 10 400 mm         | 10 400 mm         |
| Höjd fälld strömavtagare       | 4 280 mm          | 4 280 mm          |
| Korgbredd                      | 2 980 mm          | 2 980 mm          |
| Koppeltyp                      | skruvkoppel       | skruvkoppel       |
| Utvändig yta                   | slät plåt         | slät plåt         |
| Utvändig färg                  | grå/röd           | ljusgrön          |
| Boggier                        |                   |                   |
| Spårvidd                       | 1 435 mm          | 1 435 mm          |
| Axelavstånd                    | 2 600 mm          | 2 600 mm          |
| Hjuldiameter-nytt              | 1 250 mm          | 1 250 mm          |
| Primärfjädring                 | spiral            | spiral            |
| Sekundärfjädring               | spiral            | spiral            |
| Broms                          | skiv-/regenerativ | skiv-/regenerativ |
| Boggivikt                      | (okänd)           | (okänd)           |
| Min horisontell kurvradie      | (okänd)           | (okänd)           |
| Elutrustning                   |                   |                   |
| Kontaktledningsspänning        | 15 & 25 kV        | 15 & 25 kV        |
| Kontaktledningsfrekvens        | 16 2/3 & 50 Hz    | 16 2/3 & 50 Hz    |
| Max kont effekt                | 5,6 MW            | 5,6 MW            |
| Max kontinuerlig elbromseffekt | x,x MW            | x,x MW            |
| Drivmotorbeteckning            | xxx               | xxx               |
| Max tågvärmeeffekt             | 1 kW              | 1 kW              |